# نصف الكرة المائي

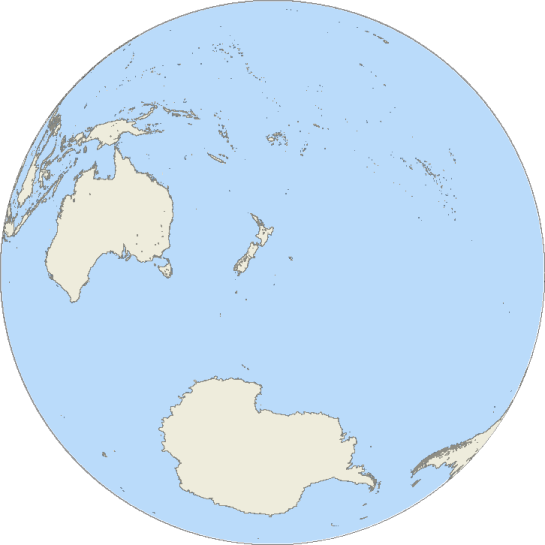
جزء المياه من سطح الأرض.

نصف الكرة المائي, أو المياه هو ذلك الجزء من الكرة الأرضية الذي يحتوي على أكبر كمية من الماء بعكس اليابسة.
اصطلاحاً، يقع مركز المياه في الإحداثي 47°13′S 178°28′E / 47.217°S 178.467°E, قرب نيوزيلندا في جزر باونتي . الجزء الآخر من الكرة الأرضية يدعى اليابسة.